# Veronica caucasica
Veronica caucasica är en grobladsväxtart som beskrevs av Friedrich August Marschall von Bieberstein. Veronica caucasica ingår i släktet veronikor, och familjen grobladsväxter. Utöver nominatformen finns också underarten V. c. pallida.